# Myrsine obovata
Myrsine obovata là một loài thực vật thuộc họ Myrsinaceae. Đây là loài đặc hữu của Polynésie thuộc Pháp.